# Avīci (01)
Avīci (01) (reso graficamente AVĪCI (01)) è il terzo EP del DJ e produttore svedese Avicii, pubblicato il 10 agosto 2017.

## Descrizione
L'EP avrebbe dovuto essere il primo di una trilogia, a cui sarebbero seguiti i progetti Avīci (02) e Avīci (03), destinati a comporre il terzo album del DJ, poi pubblicato postumo nel 2019, senza però contenere le tracce di questo EP.

## Tracce
- Download digitale

1. Friend of Mine (featuring Vargas & Lagola) – 2:39
2. Lonely Together (featuring Rita Ora) – 3:01
3. You Be Love (featuring Billy Raffoul) – 3:27
4. Without You (featuring Sandro Cavazza) – 3:01
5. What Would I Change It To (featuring AlunaGeorge) – 2:58
6. So Much Better - Sandro Cavazza (Avicii remix) – 2:37